# David Nakhid
David Nakhid (n. Puerto España, Trinidad y Tobago, 15 de mayo de 1964) es un político y exjugador de fútbol trinitense que se desempeñó como mediocampista y militó en clubes de Europa, Asia y América.

## Selección nacional
También jugó para el equipo nacional de Trinidad y Tobago, entre 1992 y 2005, donde anotó 8 goles en 35 partidos, incluyendo juego en seis partidos de clasificación de la Copa Mundial de la FIFA.

## Actualidad
Actualmente dirige la Escuela David Nakhid Internacional de Fútbol. En octubre de 2015, se anunció que tenía los cinco nominaciones de asociaciones de fútbol para convertirse en un candidato a la presidencia de la FIFA.
Ocupa un escaño en el Senado de Trinidad y Tobago en representación del Congreso Nacional Unido desde 2020.

## Clubes
| Equipo                 | País                   | Año         |
| ---------------------- | ---------------------- | ----------- |
| KSV Waregem            | Bélgica                | 1990 - 1992 |
| Grasshopper            | Suiza                  | 1992 - 1994 |
| PAOK Salónica FC       | Grecia                 | 1994 - 1995 |
| Al Ansar Beirut        | Líbano                 | 1995 - 1997 |
| Joe Public             | Trinidad y Tobago      | 1997        |
| New England Revolution | Estados Unidos         | 1998        |
| Malmö FF               | Suecia                 | 1999        |
| Emirates Club          | Emiratos Árabes Unidos | 1999 - 2000 |
| Al Ansar Beirut        | Líbano                 | 2000 - 2003 |
| Al-Mabarrah            | Líbano                 | 2003 - 2005 |
| Caledonia AIA          | Trinidad y Tobago      | 2005        |